# Franklin (Polska)
Franklin – wieś w Polsce położona w województwie łódzkim, w powiecie rawskim, w gminie Biała Rawska.
Wieś wymieniana w 1827 r. jako Frankwit budy.
Na terenie wsi znajdują się pozostałości po cmentarzu ewangelickim z XIX-XX w.
W latach 1975–1998 miejscowość administracyjnie należała do województwa skierniewickiego.